# 児玉駿
児玉駿（こだま すぐる、1944年3月21日 - ）は、日本の実業家。学校法人日通学園理事長。愛媛県出身。前日通総合研究所社長、元日本通運取締役常務執行役員。

## 経歴
- 1967年　　東京大学法学部卒業
- 1967年4月　日本通運株式会社 入社
- 1998年5月　同社　本社総務・労働部長
- 1999年6月　同社取締役　ペリカン・アロー本部長
- 2001年6月　同社執行役員(IT改革部,情報システム部担当)
- 2003年6月　同社取締役 常務執行役員
- 2005年7月　株式会社日通総合研究所代表取締役社長
- 2007年7月　学校法人日通学園専務理事
- 2008年6月　学校法人日通学園理事長

## 公的な職務
- 社団法人全国通運連盟 監事